# Aşk, Mark ve Ölüm – Liebe, D-Mark und Tod
Aşk, Mark ve Ölüm – Liebe, D-Mark und Tod ist ein deutscher Dokumentarfilm von Cem Kaya aus dem Jahr 2022.
Die Weltpremiere war am 15. Februar 2022 bei den 72. Internationalen Filmfestspielen Berlin in der Sektion Panorama. Der englische Titel des Films lautet Love, Deutschmarks and Death.

## Handlung
Cem Kaya erzählt die 60-jährige Musikkultur der Migranten aus der Türkei in Deutschland. Im Film kommen u. a. Gurbetçi-Lieder (Lieder aus der Fremde) von Yüksel Özkasap oder Aşık Metin Türköz vor, sowie Derdiyoklar, Ozan Ata Canani oder Cem Karaca. Auch zahlreiche Musikerinnen und Musiker, die zum Sprachrohr der zweiten und dritten Generation von Menschen, die in Deutschland aufgewachsen sind, porträtiert der Film, wie z. B. Fresh Familee, King Size Terror, Islamic Force, Cartel oder Muhabbet.

## Hintergrund
Aşk, Mark ve Ölüm wurde von filmfaust und Film Five in Ko-Produktion mit WDR, rbb und Arte produziert. Gefördert wurde Aşk, Mark ve Ölüm von der BKM, dem DFFF, der FFA und der Film- und Medienstiftung NRW.
Gedreht wurde in Berlin, Bremen, Duisburg, Köln, München und Nürnberg.
Der Titel des Films bezieht sich auf ein Gedicht von Aras Ören, das 1982 von der Band Ideal vertont wurde. Die erste Strophe des Gedichtes wird am Anfang des Films zitiert.

## Veröffentlichung
Aşk, Mark ve Ölüm erhielt eine Einladung in die Sektion Panorama der Berlinale. Dort fand die Uraufführung am 15. Februar 2022 statt. Am 29. September 2022 brachte Rapid Eye Movies den Film bundesweit in die deutschen Kinos. Die internationalen Rechte werden vom britischen Weltvertrieb Taskovski Films vertreten.

## Auszeichnungen und Nominierungen
- Internationale Filmfestspiele Berlin (2022) – Panorama Publikumspreis (bester Dokumentarfilm)[8]
- Internationale Filmfestspiele Berlin (2022) – Nominierung für den Teddy Award in der Kategorie Dok-Essay Film[9]
- Internationale Filmfestspiele Berlin (2022) – Nominierung Amnesty International Film Prize[10]
- DOK.fest München (2022) – Dokumentarfilmpreis des Goethe-Instituts[11]
- Dokfest München (2022) – Nominierung VFF Documentary Film Production Award
- Dokufest International Documentary and Short Film Festival (2022) – Publikumspreis[12]
- Free Zone Film Festival (2022) – Bester Film[13]
- IndieLisboa International Independent Film Festival (2022) – Indiemusic Schweppes Award[14]
- Turkish Film Critics Association (SIYAD) (2022) – Nominierung bester ausländischer Film[15]
- Duisburger Filmwoche (2022) – lobende Erwähnung[16]
- Preis der deutschen Filmkritik (2023) – Bester Dokumentarfilm[17]
- Preis der deutschen Filmkritik (2023) – Beste Montage[18]
- Prädikat „besonders wertvoll“ der Deutschen Film- und Medienbewertung.[19]
- Deutscher Filmpreis 2023 – Nominierung bester Dokumentarfilm[20]
- Grimme-Preis 2024 an Cem Kaya für Buch und Regie[21]